# Mikuni-Gebirge
Das Mikuni-Gebirge (三国山脈 Mikuni-sanmyaku) ist ein Gebirgszug auf der japanischen Hauptinsel Honshū. Es wird allgemein zum Echigo-Gebirge im weiteren Sinne gezählt und bildet die Grenze zwischen den Präfekturen Gunma und Niigata – bis hin zur Präfektur Nagano im Westen, wo sich die Japanischen Alpen anschließen.

## Beschreibung
Die Bergkette zwischen den beiden wichtigsten Gebirgspässen, dem Mikuni-Pass und dem Shimizu-Pass, wird spezifisch als Tanigawa-Gebirge (谷川連峰 Tanigawa-renpō) bezeichnet. Die östlich davon gelegenen Berg im Quellgebiet des Tone werden auch Jōetsu-Berge (上越山地 Jōetsu-sanchi) und bilden das UNESCO-Biosphärenreservat Minakami.
Außer in der Nähe der Gebirgspässe ist das Gebiet relativ weit von größeren Siedlungen entfernt, so dass es noch viele natürliche Wälder gibt. Es liegt an der Grenze zwischen dem Klima des Japanischen Meeres und jenem des Pazifischen Ozeans, weshalb das Wetter oft sehr drastisch wechseln kann. Es ist auch eine Region mit geringer jährlicher Sonnenscheindauer sowie sehr starken Niederschlägen im Sommer und Schneefällen im Winter. Dies führt zu ausgeprägter Erosion, was wiederum Erdrutsche und Lawinen begünstigt. Entsprechend haben viele der Berge relativ steile Hänge.
Das Mikuni-Gebirge ist bei Bergwanderern sehr beliebt und es stehen für sie zahlreiche Schutzhütten zur Verfügung. Mehrere Gipfel gehören zu den „100 berühmten japanischen Bergen“. Ebenso sind hier mehrere Wintersportgebiete zu finden, darunter das Naeba Ski Resort. Die wichtigste Straße durch das Gebirge ist die Kan’etsu-Autobahn. Hinzu kommen zwei Bahnstrecken, die Jōetsu-Linie mit den Shimizu-Tunnel und dem Shin-Shimizu-Tunnel sowie die Jōetsu-Shinkansen mit dem Dai-Shimizu-Tunnel.

## Bedeutende Berge
- Asahi-dake (1945 m)
- Echigo-Komagatake (2003 m)
- Hiraga-dake (2141 m)
- Mikuni-yama (1636 m)
- Makihata-yama (1967 m)
- Naeba-san (2145 m)
- Nakano-dake (2085 m)
- Ōminakami-yama (1834 m)
- Saburyū-yama (2192 m)
- Sennokura-yama (2007 m)
- Shigekura-dake (1978 m)
- Shirasuna-yama (2140 m)
- Tairappyō-yama (1864 m)
- Tanigawa-dake (1977 m)
- Waribiki-dake (1931 m)